# 구아니딘
구아니딘(guanidine)은 구조식이 HN=C(NH2)2의 구조를 가진 유기 화합물이다. 강한 염기성을 가진 결정성의 고체로, 구아닌을 분해해 얻을 수있다. 또한 단백질의 대사에 의해 생성되고 소변 중에서도 검출된다.

## 성질
3개의 질소원자에 의해 결합되고, 산성의 양전하가 분산되어 안정화되므로 구아니딘은 강한 염기성을 나타낸다 (pKa = 12.5). 생리적 조건에서는 양성자화된 +1가의 양이온으로 존재한다.

## 용도
플라스틱이나 폭약의 원료로 사용된다. 또한 수소결합 을 만들기 쉬운 성질때문에 염산이나 소금에 의해 단백질이 변성되는 것을 방지하는데 사용된다 (GdmCl로 알려져 있다). 화석연료의 대체연료로 이용하는 연구도 진행되고있다. 유도체는 유기합성을 통해 강한 염기로 사용된다.

## 유도체
구아니딘을 포함한 화합물은 아미노산의 일종인 아르지닌이 단백질에서 DNA와 결합하는데 중요한 역할을 한다. 또한 아르지닌에서 생합성되는 구아니디노기를 포함한 알칼로이드가 알려져 있으며, 색시톡신 및 테트로도톡신 등 강한 생리작용을 가지는 것이 많다. 또한 나이트로구아니딘은 폭발물로 사용된다.
최근 아르지닌이 많은 펩타이드가 세포막을 쉽게 투과하는 것이 발견되었는데, 이 작용의 근원이 구아니딘을 바탕으로 한다는 것이 입증되었다. 구아니디노기를 다수 결합시켜두면 큰 분자량의 단백질과 인공분자를 쉽게 세포내에 침투시킬 수 있어 의약·생화학 분야에서 다양한 응용이 가능할 것으로 예상된다.